# Mr. Big (James Bond)
Mr. Big ou Dr. Kananga é uma personagem fictícia e maior antagonista do espião britânico James Bond no livro e no filme Com 007 Viva e Deixe Morrer, de Ian Fleming. Com perfis diferentes, mas igualmente letais, no livro e no filme, seu apelido é um acrônimo para  Buonapart Ignace Gallia, seu nome real. Nos cinemas, ele foi interpretado pelo ator norte-americano Yaphet Kotto, ele assim como Gustav Graves, são os únicos personagens duplos da franquia, porém Graves é interpretado por dois atores, Will Yun Lee (Coronel Moon) e Toby Stephens (Graves).

## Características
Negro com ascendência francesa, Big é natural do Haiti, tem quase 2 m de altura e pesa mais de cem quilos. Emigrando do país na infância para o Harlem, em Nova York, iniciou-se no crime como contrabandista de álcool e traficante de drogas. Também conhecido como Dr. Kananga, ele é ministro,diplomata, ditador de facto e chefe de seitas de vodu de uma minúscula ilha caribenha, San Monique, onde mantém sua base de plantação de ópio e de onde pretende invadir os Estados Unidos com heroína e entorpecentes derivados da papoula.

## No filme
Dono de restaurantes em Nova York e Nova Orleans, Big também é chefe de uma das mais perigosas quadrilhas  de criminosos no Harlem, que usa para distribuir drogas. Em sua pequena San Monique, ele é conhecido como Dr. Kananga, e além de chefe de uma seita de voodoo, usa os poderes de uma linda cartomante e sensitiva cativa, Solitaire, para prever o futuro tendo como aliado o Barão Samedi, entidade suprema do voodoo da ilha.
Kananga acumula enormes quantidades de heroína estocadas em San Monique, guardadas por Samedi, com as quais pretende fazer uma grande distribuição da droga em Nova York, de graça, forçando a retirada do negócio de outros traficantes e aumentando grandemente o número de viciados, para depois aproveitar-se deste novo mercado criando um monopólio na cidade e no país.
Depois de tentar, e falhar, matar James Bond - enviado a San Monique por M para destruir a rota do tráfico e as plantações de ópio do lugar  - por várias vezes, e vê-lo fugir com Solitaire até conseguir capturar o casal, Big/Kananga tem um confronto final com o espião em seu esconderijo, onde é morto ao ter enfiada na boca uma bala de ar comprimido, usada para caçar tubarões, que o faz inflar e explodir no ar.